# پرسکات، انتاریو
پرسکات (به انگلیسی: Prescott) یک سکونتگاه مسکونی در کانادا است که در شهرستان‌های لیدز و گرنویل یونایتد واقع شده‌است.

## خصوصیات
پرسکات ۴٬۲۸۴ نفر جمعیت دارد.